# مسلمو راجبوت
مسلمو راجبوت، هم أبناء قبائل تقطن المناطق الشمالية من شبه القارة الهندية وبالتحديد شرق باكستان اعتنقوا الإسلام إبان الفتوحات الإسلامية
هم أحفاد راجبوت من المناطق الشمالية من شبه القارة الهندية الذين هم من أتباع الديانة الإسلامية خلاف الراجبوت الهندوس. اليوم، يتواجد راجبوت المسلمين في شمال الهند، وكشمير، وفي كلًا من مقاطعتي البنجاب والسند الباكستانية. وينقسمون إلى عدة عشائر مختلفة.

## توزيع السكان
التعداد البريطاني للهند لعام 1931   هو المصدر الوحيد الموثوق للمعلومات الذي يعطي تقديرا دقيقًا لتوزيع سكان راجبوت. وفقا لهذا ، أعلن 10.7 مليون شخص أنفسهم أنهم ينتمون إلى قبيلة راجبوت ، منهم 8.6 مليون هندوسي و 2.1 مليون مسلم و 50000  سيخ.

## انتصار قبائل راجبوت المسلمة والمسلمين
كانت قبائل راجبوت المسلمة مثل جانجوعة راجبوت وخان زاده راجبوت  وسالهاريا راجبوت جزءًا مباشرًا من انتصار القوات المغولية. كما ساعد الراجبوتيون الهندوس المغول ، كما يتضح من مساعدة  راجا مان سينغ لجلال الدين أكبر في عام 1568 ضد  سيسوديا.
كان تحول راجبوت إلى الإسلام عادة في أيدي القديسين الصوفيين القادرية والشيشتية ، بسبب العمل الشاق لهذه الشخصيات ، وصل الإسلام إلى كل ركن من أركان شبه القارة الهندية ، كل هذا كان نتيجة إخلاصهم وحبهم الهائل للإنسانية. من بين الراجبوت ، كانت القبائل الأولى التي اعتنقت الإسلام  هي خان زاده راجبوت والسلهارية راجبوت . من الممكن أيضًا أن يكون قبول الإسلام من قبل البعض بدوافع سياسية حيث دعمت سلطنة دلهي والمغول قبول الإسلام. استمرت عملية التحول  الديني في  القرن 19 في الهند البريطانية.

## دخول عامة الناس في الإسلام خلال العهد البريطاني
في عهد السير  جون لورانس فايسروي ، بدأ حاكم  ولاية رايغار في التحول علنًا إلى الإسلام. أغضب هذا معاصريه وكانت عواطفه تجاه الدين الجديد شديدة لدرجة أنه قرر ترك العرش حتى يتمكن من التمسك بإيمانه المكتشف حديثًا. كشفت التحقيقات اللاحقة أنه كان حاكمًا جيدًا ولم يكن هناك أي ادعاء بسوء الحكم ضده وكان الأشخاص راضين عن طاعته. وبعد مرور عام ، قبل حاكم راجبوت علنًا نطق الشهادة  ونبذ  الهندوسية . كما انضم أبناؤه إلى الإسلام. قدمت هذه  القضية مثالاً في الحقبة البريطانية على أنه لا يمكن تغيير أي زعيم أو حاكم لمجرد التحول الديني. في نفس الفترة تقريبًا ، اعتنق راجبوت من غرب أوتار برديش  مقاطعة خورجة من بلند شهر الإسلام.

## أسماء عائلات مسلمي راجبوت
(ساند / سودها بانوار) بانوار جادي باسيان ، واجان ، بانوار ، كاتيسار ، تشوهان ، نارو ، بهاتي ، لاديخيل بهاتي ، جانجوا ، تالوكار ، جارال ، جاتيان ، كالوس ، مايو ، خوخار  ، سالهاريا ، سيال ، جاموال ، غاجيان ، جويا ، دوجرا ، قايمخاني ، بانوار وراثود هي بعض أسماء عائلة راجبوت المسلمة الشائعة. إنه جزء من الكثير من أسماء العائلة. تتم معظم الزيجات من قبل مسلمي راجبوت في قبيلتهم. [1]

## أشهر القبائل المسلمة
| ولاية أوتار براديش | قبیلہ رانگھڑ کی گوتیں جیسے پنوار گادی (سوڈھا پنوار)، چوہان، تنوار،سردیا، جاٹو، وغیرہ اورپلکانہ (گوڑ اور جیسوال) |       |                      |
|                    | |       |                      |
| ولاية هاريانا      | میو#چوہان،بڈگجر،ٹومر،دولوت رانگڑ#پنوار گادی راجپوت گوتیں (سوڈھا پنوار)، پنوار، چوہان، تنوار، سدھو براڑ ، مدادھ، سردیا، رستمی پنوار، جاٹو، وغیرہ اور میو (لال داسی)، تُاونی، کھوکھر |       |                      |
| ولاية پنجاب        | قبیلہ رانگھڑ کی تمام گوتیں مثلًا وریا / براہ ،سوڈھا، پنوار، چوہان، سردیا، رستمی پنوار، وغیرہاور پنجابی جیسے گھوڑے واہ، کٹیسر، کھوکھر راجپوت، نارُو، بھٹی، سدھو براڑ بھٹی ، منج، پُوَ، تِوانا، نون، نور، وگن، تلوکر، جوئیہ، گھیبا، جودھرا، سیال، ڈوگرا، سلہریا، کاٹل، منہاس، جادر، وٹو، کیرالا، دھامیال۔ اوڈراجپوت |       |                      |
| ولاية اجستان       | پنوار گادی (سوڈھا پنوار),قائم خانی (چوہان)، لالکھانی،لکھویرا،میو راٹھور،دولوت چوہان (جوئیہ)جوئیہ راجپوت : جوئیہ خاندان قبیلہ کے معروف سردار لونے خان اور اس کے دو بھائی بر اور وسیل اپنے ہزاروں اہل قبیلہ کے ساتھ 635ھ کے قریب بابا فرید رحمۃ اللہ کے دست حق پر مشرف بہ اسلام ہوئے۔ بابا فرید نے لونے خان کو دعا دی، تو 12 فرزند ہوئے اس کا بڑا بیٹا لکھو خاں سردار بنا، بیکانیر میں رنگ محل کا قلعہ بنوایا بیکانیر میں قصبہ لکھویرا بھی اسی کے نام سے منسوب ہے۔ اس کی اولاد کو لکھویرا کہا جاتا ہے جو ضلع بہاولنگر اور پاکپتن میں آباد ہیں۔ بعض جوئیے اپنے قبیلے کو عربی النسل کہتے ہیں مگر اصل میں جوئیہ قوم ہند کی ایک قدیم قوم ہے۔ ٹاڈ کے مطابق جوئیہ قوم سری کرشن جی کی اولاد ہے یہ قوم پہلے بھٹنیر، ناگور اور ہریانہ کے علاقہ میں حکمران تھی اب بھی بھی یہ قوم راجپوتانہ میں اور اس کے ملحقہ علاقے میں کافی تعداد میں آباد ہے۔ قیام پاکستان کے بعد یہ قبیلہ بیکانیر سے ہجرت کر کے زیادہ تر ریاست بہاولپور اور ضلع ساہیوال، عارف والا، پاکپتن میں آباد ہو گیا۔ ساتویں صدی ہجری میں جوئیوں کی بھٹی راجپوتوں سے بے شمار لڑائیاں ہوئیں، دسویں صدی ہجری میں راجپوتانہ کے جاٹ اور گدارے جوئیوں کے خلاف متحد ہو گئے ان لڑائیوں سے تنگ آکر دریائے گھاگرہ کے خشک ہونے کی بنا پر جوئیہ سردار نے دسویں صدی ہجری میں اپنے آبائی شہر رنگ محل کو خیر باد کہا اور دریائے ستلج کے گردونواح ایک نیا شہر سلیم گڑھ آباد کیا زبانی روایات کے مطابق سلیم گڑھ کا ابتدائی نام شہر فرید تھا۔ بعد میں نواب صادق محمد خان اول نے لکھویروں کے محاصل ادا نہ کرنے کی وجہ سے نواب فرید خان دوم اور ان کے بھائی معروف خان اور علی خان کے ساتھ جنگ کی۔ جس کی بنا پر جنوب میں بیکانیر کی سرحد تک اور شمال میں پاکپتن کی جاگیر تک نواب صادق محمد خان کا قبضہ ہو گیا اور لکھویرا کی ریاست بہاولپور کی ریاست میں مدغم ہو گی۔ تاہم بعد ازیں شاہان عباسی نے لکھویروں کی ذاتی جاگیریں بحال کر دیں اور انہیں درباری اعزازات بھی دیے۔ جنرل بخت خان جنگ (آخری مغل بادشاہ بہادر شاہ ظفر کا سپہ سالار) بھی جوئیہ تھا یہ کوروپانڈوؤں کی نسل سے خیال کیے جاتے ہیں۔ راجپوتوں کے 36 شاہی خاندانوں میں شامل ہیں۔ ایک روایت کے مطابق راجا پورس جس نے سکندر اعظم کا مقابلہ کیا، جوئیہ راجپوت تھا۔ ملتان بار اور جنگل کے بادشاہ مشہور تھے۔ چونکہ سرسبز گھاس والے میدان کو جوہ کہا جاتا ہے۔ اسی جوہ کے مالک ہونے کی وجہ سے یہ جوھیہ اور جوئیہ مشہور ہوئے جو بابا فرید رحمۃ اللہ کے دست حق پر مشرف بہ اسلام ہوئے۔\|- | گجرات | مولے اسلام (گیراسیا) |
| سندھ               | ماہر، بھٹو، دیشوالی (اگنی ونشی)، ساما (بھاٹی)، سوڈھا (پرمار) ، سیال ، تونور، ستار (راٹھوڑ)، بھیا، تنو(وگن) ,جویو (جوئیہ)،میو خانزادہ |       |                      |
| کشمیر الحرة        | جموال، میو راٹھور، منیال ، جرال، کلیال، کھکھہ، کھوکھر، چِبھ |       |                      |

## الحكام المغول الذين كانت أمهاتهم من أصل راجبوت
- نور الدین جہانكیر
- شاه جهان
- بہادر شاہ ظفر[3]

## شخصيات تاريخية مسلمة من أصل راجبوت
- نواب قائم خان: أمير سلطنة دلهي ورئيس قبيلة قائم خاني
- جنرل بخت خان جوئیہ القائد العام لحرب الاستقلال 1857 م.

## السياسيون الباكستانيون
- ذو الفقار علي بوتو (رئيس وزراء باكستان السابق) "الآراء حول عائلة بوتو متضاربة. يكتب آرين البوتو باسم الآريين في السند ، بينما كتب بعض الكتاب راجبوت عائلة بوتو".
- بينظير بوتو (رئيسة وزراء باكستان السابقة).
- راجا برويز أشرف (رئيس وزراء باكستان السابق).
- إقبال إحسان (وزير التعليم سابقًا).
- منظور أحمد واتو (كبير وزراء اقليم البنجاب سابقًا).
- رانا محمد أكرم خان. رئيس مجلس نقابة المحامين في البنجاب 2010-2011).
- ميان ممتاز دوستانا سيال (كبير وزراء اقليم البنجاب سابقًا).
- الله بخش سومرو (كبير وزراء اقليم السند سابقًا).
- أرباب رحيم (كبير وزراء اقليم السند سابقًا).
- راجا سوروب خان (الحاكم السابق لاقليم البنجاب).
- تيكا خان (الحاكم السابق لاقليم البنجاب).
- إلهي بخش سومرو (الرئيس السابق للجمعية الوطنية الباكستانية).
- محمد ميان سومرو (أدى ميان محمد سومرو اليمين الدستورية كرئيس وزراء مؤقت لباكستان في 16 نوفمبر 2007).
- راجا ممتاز حسين راثود (حكومة كشمير الحرة سابقًأ).
- راجا محمد ذو القرنين (حكومة كشمير الحرة سابقًأ).
- سردار اسكندر حياة خان (حكومة كشمير الحرة سابقًأ).
- فرزانا راجا.
- رانا محمد حنيف خان (وزير مالية سابق لحكومة باكستان 1974-1977م).
- راو اسكندر إقبال (وزير دفاع سابق) ، (ووزير اتحادي سابق تولى عدة حقائب منها حقيبة وزارة الغذاء والزراعة والرياضة والسياحة).
- إقبال تاكا (وزير الأغذية والزراعة الباكستاني السابق في حكومة البنجاب).
- ملك سلطان علي خان نون.
- ملك أنور علي نون.
- ملك أمجد علي نون (رئيس لجنة التفتيش التابعة لرئيس الوزراء الباكستاني).
- سردار خليل أحمد ويجان.
- رحيم سومرو. (وزير في حكومة السند).
- نظر علي خان (عضو الجمعية الوطنية).
- أمير جولستان جنجوعة (الحاكم السابق لإقليم خيبر بختونخوا).
- رياض خوخار (وزير الخارجية السابق).
- راجا أنور (وزير سابق وصحفي وكاتب).
- راجا نادر برويز (سياسي ووزير اتحادي سابق وضابط سابق في الجيش الوطني)
- م. نواز خوخار (النائب السابق لرئيس الجمعية الوطنية الباكستانية).
- تهمينا جنجوعة (نائبة الممثل الدائم لدى الأمم المتحدة).
- محمد خان جنجوعة.
- عبد الستار لاليكا (الوزير الاتحادي).
- صادق خان كونجو (الوزير الاتحادي).
- غاوس مهار (الوزير الاتحادي).
- راجا غضنفر علي خان خوخار (الوزير الاتحادي).
- راجا محمد سارفراز علي مينهاس (عضو البرلمان من تشاكوال 1929-1958م).
- راو هاشم خان. كان شريكا قديما لحزب الشعب الباكستاني.
- رانا بهول محمد خان. بهاي فيرو (سياسي مشهور في فولناجار الحالية).
- رانا محمد إقبال خان (رئيس مجلس البنجاب السابق).
- رانا محمد عثمان علي (رئيس اتحاد طلاب الشعب في كلية الشهادات الحكومية ، موريخاندي).
- رانا محمد إحسان خان (نائب الرئيس الأول) ، (نائب الرئيس الأعلى لـ PMLN) ، (رئيس جناح شباب راجبوت الدولي).
- جام صادق علي (كبير وزراء إقليم السند السابق).
- رانا توقير حسين (سكرتير الإعلام لـ PML-N) ألمانيا.